# Pristimantis deinops
Pristimantis deinops är en groddjursart som först beskrevs av Lynch 1996.  Pristimantis deinops ingår i släktet Pristimantis och familjen Strabomantidae. IUCN kategoriserar arten globalt som starkt hotad. Inga underarter finns listade i Catalogue of Life.